# Dejv Klark (di-džej)
Dejv Klark (rođen 19. septembra 1968. u Brajtonu, Engleska) je engleski tehno producent i DJ, poznat po nadimku „Techno Baron“. Muzičku karijeru je započeo sredinom 1980-tih godina kao Hip hop DJ, postepeno prelazio u esid haus, a kasnije i u Rejv. Sredinom 1990-ih je iz Rejva prešao u tehno sa primesama hardkora.

## Diskografija

### EPs
- (1994)
- (1994)
- (1995)
- (1997)
- (2000)
- (2000)
- (2002)

### Albumi
- (1996)
- (2003)
- (2006)

### DJ miksevi
- (1996)
- (1996)
- (1998)
- (1999)
- (2001)
- (2005)
- (2007)
- (2008)

### Singlovi
- "" (1995)
- "" (1996)
- "" (1996)
- "" (2001)
- "" (2002)
- "" (2003)

## Spoljašnje veze
- Zvanični sajt
- Diskografija na Discogs